# Shenton Thomas
Sir Thomas Shenton Whitelegge Thomas, KCMG (meglio noto come Sir Shenton Thomas) (Southwark, 11 ottobre 1879 – Londra, 15 gennaio 1962), è stato un politico britannico.

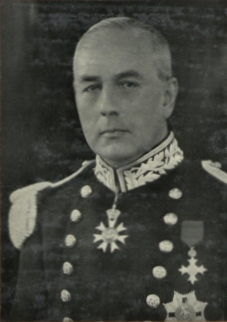
Sir Shenton Thomas

Fu l'ultimo governatore di Singapore, dal 1934 al 1942. All'inizio della seconda guerra mondiale nel teatro del Pacifico cercò senza successo di evitare la caduta della grande base imperiale sotto l'invasione giapponese.

## Biografia
Shenton Thomas nacque il 10 ottobre 1879 a Southwark, Londra, dal Reverendo Thomas William Thomas e sua moglie Charlotte Susanna Whitelegge. Frequentò prima la St. John's School, Latherhead e poi il Queens College di Cambridge. Prima di trasferirsi in Malaysia come amministratore coloniale, Thomas fu il governatore di Nyasaland dal 1929 al 1932. Fu insignito dell'ordine di San Michele e San Giorgio nel 1930.
Divenuto governatore di Singapore, all'inizio della seconda guerra mondiale Thomas dovette far fronte all'invasione dell'esercito giapponese; egli cercò di infondere fiducia e di rafforzare la resistenza dell'esercito britannico durante la catastrofica battaglia di Singapore ma non poté evitare la disfatta e la resa della piazzaforte. Divenuto prigioniero di guerra dei giapponesi, fu detenuto dal 15 febbraio 1942 al 15 agosto 1945, avendo deciso di restare fino alla fine nella città assediata.
Fu imprigionato nella cella 24 della prigione di Changi assieme a Ernest Tipson. Thomas fondò il Parco King George V in Malesia britannica (che poi diverrà il parco nazionale della Malaysia). Oggi Shenton Way, situata nella zona affaristica di Singapore, è denominata in suo onore. Dopo la guerra, Thomas rimase come 11º Alto Commissionario britannico in Malaysia, dal 9 novembre 1934 al 1º aprile 1946, quando l'Unione malese assunse il controllo dell'amministrazione britannica negli Stabilimenti dello Stretto, negli Stati Federati Malesi e negli Stati Malesi Non Federati, dove fu scelto Edward Gent come Governatore dell'Unione Malese.
Thomas morì il 15 gennaio 1962, nella sua casa a Londra.

## Famiglia
Thomas sposò Lucy Marguerite Daisy Montgomery l'11 aprile 1992 a Kensington, dalla quale ebbe una figlia, Mary Bridget Thomas (1914-1998), la quale si sposò due volte (prima con il tenente colonnello Jack Leslie Lotinga, poi con Nicholas Eliot).